# Erik Wanhatalo
Erik Sigvard Wanhatalo, född 29 mars 1978 i Övertorneå, Norrbotten, är en svensk före detta professionell ishockeyspelare (back).
Säsongen 1996–1997 spelade han en grundseriematch för Luleå HF i Elitserien. 
Wanhatalo dömdes i april 2023 av Solna tingsrätt till livstids fängelse för mord och grovt barnfridsbrott efter att ha mördat sin hustru framför deras sex månader gamla son. Wanhatalo gömde sedan kroppen i havet innan han anmälde hustrun som försvunnen.